# Реагент протизагусний
Реагент протизагусний (рос. реагент противозагустительный; англ. antisludge additive agent; нім. Antiverdickungsreagens n — у технології свердловинного видобутку нафти — реагент, який містить поверхнево-активну речовину, яка перешкоджає утворенню густого шламу, що знижує проникність порід колектора.